# Bot (peix)
El bot (Mola mola), també conegut com a lluna, peix lluna o mola, és el peix ossi més pesant conegut. Té un pes mitjà de mil quilograms. El bot habita en aigües tropicals i temperades arreu del món. Sembla un cap de peix sense cua, i el seu cos és aplanat pels laterals. Els bots poden ser tan alts com llargs quan estenen les seves aletes dorsals i ventrals.
Els bots tenen una dieta que consisteix principalment en meduses. Com que aquesta dieta és pobra en nutrients, en consumeixen grans quantitats per tal de desenvolupar-se i mantenir la seva gran mida. Les femelles ponen més ous que qualsevol altre vertebrat conegut. Les cries de bot semblen peixos globus, amb grans aletes pectorals, una aleta caudal i espines corporals que no són típiques dels exemplars adults.
Els bots adults són vulnerables a pocs predadors naturals, però els lleons marins, orques i els taurons se'ls mengen. Entre els humans, els bots són considerats una delicadesa en algunes parts del món, com el Japó, Corea i Taiwan, però a la Unió Europea està prohibit vendre'n la carn. Els bots sovint queden accidentalment atrapats en xarxes, i també són vulnerables a fer-se mal o morir a causa de deixalles flotants, com ara bosses de plàstic.
És un membre de l'ordre dels tetraodontiformes, que inclou els peixos globus, els peixos eriçó i els peixos ballesta, amb els quals el bot comparteix molts trets comuns. Originalment, els bots foren descrits com Tetraodon mola, dins el gènere dels peixos globus, però posteriorment foren classificats dins el seu propi gènere, Mola, amb dues espècies incloses. El bot és l'espècie tipus d'aquest gènere.

## Nom i taxonomia
La majoria dels noms del bot fan referència a la seva forma aplanada característica. El seu nom específic, mola, en llatí significa 'pedra de molí', que s'assembla al peix a causa del seu color gris, textura aspra i cos arrodonit. El seu nom comú en anglès, sunfish, fa referència al costum que té aquest animal de prendre el sol a la superfície de l'aigua. En les llengües romàniques, amb diferents variacions del nom «peix lluna»; i en l'alemany, es fa referència a la seva forma arrodonida. En alemany, el peix també rep el nom de Schwimmender Kopf, o 'cap nedador', perquè no té una cua autèntica. Al comtat de Hualien al Taiwan, on els bots són la mascota oficial, se'ls coneix com els peixos mambo pel seu moviment quan neden. El bot té diversos sinònims binomials obsolets, i fou originalment classificat en un dels gèneres de peix globus, com Tetraodon mola. Actualment se'l classifica dins el seu propi gènere Mola, amb dues espècies: Mola mola i Mola ramsayi. El bot és l'espècie tipus del gènere.
El gènere Mola pertany a la família dels mòlids. Aquesta família comprèn tres gèneres: Masturus, Mola i Ranzania. Els mòlids pertanyen a l'ordre dels tetraodontiformes, que inclou els peixos globus, peixos eriçó i peixos ballesta, amb els quals comparteix trets comuns com ara les quatre dents fusionades que formen el seu bec característic, i que donen el nom a l'ordre (tetra = quatre – odous = dent – forma = forma). De fet, les larves de bots s'assemblen més als espinosos peixos globus que als bots adults.

## Descripció

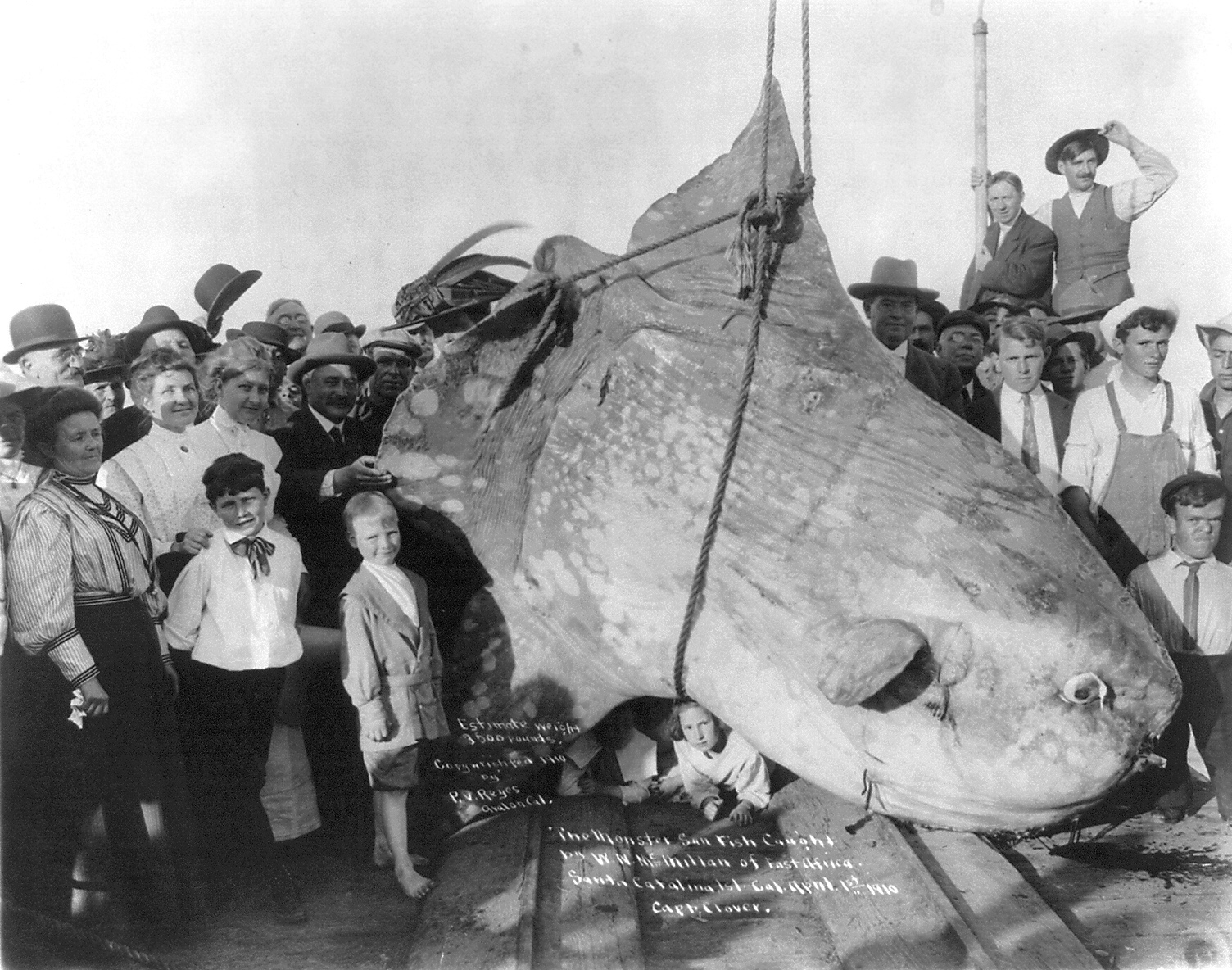
Un bot pescat el 1910, amb un pes aproximat de 1.600 kg.

El bot sembla un cap de peix sense cua. La seva aleta caudal ha sigut substituïda per un clau arrodonit, creant la forma característica del cos. El cos està aplanat pels laterals, cosa que li dona una forma llarga i ovalada quan se'l veu de davant. Les aletes pectorals són petites i tenen forma de ventall. Tanmateix, les aletes dorsal i anal són més llargues, i solen fer el peix tan llarg com és alt. S'han trobat exemplars de fins a 3,2 metres d'alçada.
El bot té una longitud mitjana d'1,6 metres i un pes mitjà de mil quilograms, tot i que s'han observat exemplars de fins a 3,3 metres de longitud i fins a 2.300 quilograms de pes.
La columna vertebral del bot conté menys vèrtebres i és més curta en proporció al cos que qualsevol altre peix. La medul·la espinal d'un exemplar de 2,1 metres de longitud té menys de 25 mm de llargària. Tot i que els bots descendeixen d'avantpassats ossis, el seu esquelet, de fet, conté teixits principalment cartilaginosos que són més lleugers que l'os autèntic i els permet créixer a mides no plausibles per altres peixos ossis.

Els bots no tenen bufeta natatòria. Algunes fonts indiquen que els òrgans interns contenen una neurotoxina concentrada, la tetrodotoxina, com els òrgans d'altres tetraodontiformes verinosos, mentre que d'altres refuten aquesta teoria.

### Aletes

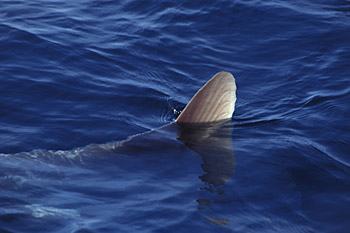
L'aleta dorsal d'un bot, que a vegades es confon amb la d'un tauró.

Al llarg del seu camí evolutiu, l'aleta caudal (o cua) del bot ha desaparegut, essent substituïda per una pseudocua amb bonys, el clau. Aquesta estructura està formada per la convergència de les aletes dorsal i anal. El clau, dotat de denticles lisos, conserva dotze rajos, i s'acaba en una sèrie d'ossicles arrodonits. A causa de la manca d'una cua autèntica per propel·lir-se cap endavant i a la petita mida de les seves aletes pectorals, el bot utilitza les seves llargues i primes aletes dorsal i anal per moure's, empenyent-se cap endavant mitjançant el moviment d'aquestes aletes d'un costat a l'altre.
Els bots solen nedar a prop de la superfície, i quan les seves aletes dorsals sobresurten, a vegades se les confon amb les dels taurons. Tanmateix, és possible distingir un tauró d'un bot, observant la trajectòria de l'aleta dorsal a la superfície, mentre que el peix roman invisible sota l'aigua. Els taurons, com la majoria de peixos, es mouen mitjançant un moviment lateral de la cua i un moviment rectilini de l'aleta dorsal. El bot, en canvi, mou les seves aletes dorsal i anal en el seu característic moviment remador. Així doncs, el moviment lateral de la seva aleta dorsal a la superfície pot servir per identificar els bots.

### Pell

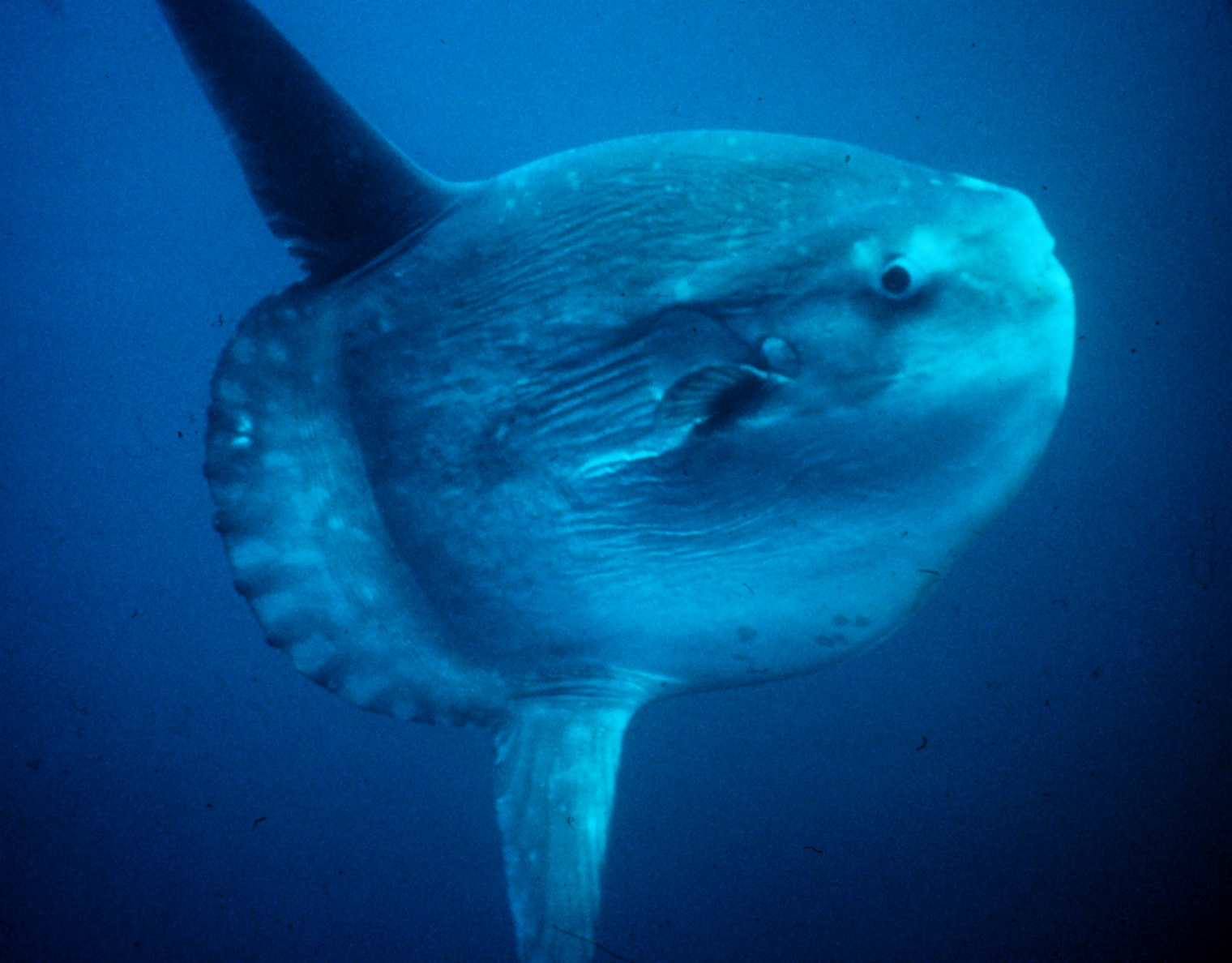
M. mola en la posició típica que utilitza per nedar.

El color dels bots adults va del marró al gris platejat o blanc, amb una varietat de patrons de pell tacada; alguns d'aquests patrons poden ser específics d'una regió. La coloració sol ser més fosca a la part dorsal, aclarint-se en una tonalitat més clara a la part ventral; es tracta d'una forma de camuflatge. Mola mola també presenta la capacitat de canviar la coloració de la pell d'una tonalitat clara a una de fosca, especialment quan és atacat. La pell, que conté grans quantitats de col·lagen reticulat, pot tenir 7,5 centímetres de gruixor a la regió ventral, i està coberta de denticles i una capa de mucositat en lloc d'escates. La pell del clau és més llisa que a la resta del cos, on pot ser tan aspra com el paper de vidre.
Poden trobar-se més de quaranta espècies de paràsits tant a la pell com l'interior del cos, de manera que el peix busca alleujar-se de diferents maneres.
 En regions temperades, les algues flotants alberguen làbrids netejadors i altres peixos que retiren els paràsits de la pell dels bots que els visiten. Als tròpics, el bot demana ajut als peixos dels coralls. Posant-se de costat a la superfície, també permet a les aus marines alimentar-se dels paràsits de la seva pell. S'han observat casos de bots que han saltat a més de deu metres per sobre de la superfície, possiblement en un intent d'eliminar els paràsits del seu cos.

## Difusió i comportament

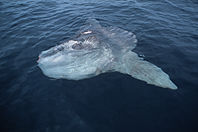
M. mola en la seva posició característica de prendre el sol.

Els bots habiten a les aigües temperades i tropicals de tots els oceans del món. Els genotips de Mola semblen variar significativament entre l'oceà Atlàntic i el Pacífic, però les diferències genètiques entre els exemplars de l'hemisferi nord i l'hemisferi sud són mínimes. En concret, és present al Pacífic oriental (des de la Colúmbia Britànica -el Canadà- fins al Perú i Xile), el Pacífic occidental (des del Japó fins a Austràlia), l'Atlàntic oriental (des d'Escandinàvia fins a Sud-àfrica, incloent-hi, de manera ocasional, la mar Bàltica occidental i la Mediterrània) i l'Atlàntic occidental (des de Terranova -el Canadà- fins a l'Argentina).
Els bots són pelàgics i neden a profunditats de fins a 600 metres. A diferència de la creença general que els bots es passen gran part del temps prenent el sol a la superfície, les investigacions suggereixen que els adults, de fet, passen gran part de la seva vida submergits a profunditats superiors a 200 metres, ocupant les zones epipelàgica i mesopelàgica.
Els bots solen romandre en aigües més càlides que 10 °C. De fet, romandre períodes llargs en aigües de 12 °C o menys pot causar-los desorientació i finalment la mort. Els investigadors opinen que el comportament dels bots de prendre el sol a la superfície, nedant de costat per presentar la major superfície possible al sol, pot ser un mètode de «recàrrega tèrmica» després d'immersions en aigües més profundes i fredes.
 Altres han assenyalat observacions d'aquest peix en aigües més fredes com les del sud-oest d'Anglaterra, fora del seu hàbitat normal, com prova de l'augment de les temperatures marines.
Els bots solen moure's sols, però a vegades es reuneixen en parelles o grups grans quan estan sent netejats. Neden principalment en aigües obertes, però a vegades se'ls veu a prop de capes d'algues per aprofitar la seva població de petits peixos que retiren els ectoparàsits de la seva pell. Com que els bots consumeixen una gran quantitat de preses, la seva presència en una àrea determinada pot servir per indicar les aigües riques en nutrients on es poden trobar espècies amenaçades.

### Alimentació
La dieta del bot consisteix principalment de diversos tipus de medusa (similar a la dieta d'una tortuga llaüt). A més, consumeix sàlpids, ctenòfors, zooplàncton, calamars, crustacis, peixos petits, larves de peix i algues de mar. Aquesta dieta és pobra en nutrients, cosa que obliga el bot a consumir grans quantitats d'aliment per mantenir la seva mida. La varietat d'aliments trobats dins els bots indica que mengen a molts nivells diferents, de la superfície a les aigües profundes, i en algunes zones fins i tot baixen al fons marí en algunes ocasions.
El bot pot escopir i empassar-se aigua a través de la seva petita boca per estripar les preses de cos tou. Les seves dents estan unides en una estructura similar a un bec, permetent-li trencar organismes més durs. A més, les dents faríngies, situades a la gola, molen l'aliment en peces més petites abans de passar-les a l'estómac.

### Cicle vital

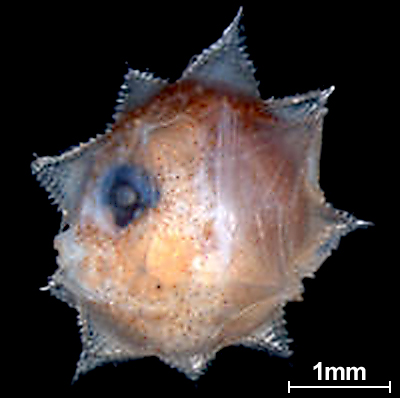
Una larva de bot, que encara té espines que més endavant desapareixeran.

Els bots poden viure fins a deu anys en captivitat, però encara no se n'ha determinat la longevitat en el seu hàbitat natural. El seu ritme de creixement tampoc no ha sigut determinat. Tanmateix, se sap que un exemplar jove del Monterey Bay Aquarium augmentà de pes de 26 kg a 399 kg, i assolí una alçada de gairebé 1,8 metres, en quinze mesos.
Les dimensions d'un exemplar adult i la seva pell gruixuda dissuadeix molts predadors petits, però els individus joves són vulnerables a ser predats per la tonyina vermella i la llampuga. Els adults són consumits pels lleons marins, orques i taurons. Els lleons marins semblen caçar els bots com un esport, arrancant-los les aletes, movent-ne el cos d'una banda a l'altra i després abandonant el cos, encara vivent però indefens, fins que mor, al fons marí.
Les pràctiques de l'aparellament del bot no estan ben compreses, però s'ha suggerit que fresen al nord i al sud de l'Atlàntic, al nord i al sud del Pacífic, i l'oceà Índic. Les femelles poden produir fins a 300 milions d'ous en una vegada, més que qualsevol altre vertebrat conegut. Els ous del bot són alliberats a l'aigua i fertilitzats externament pels espermatozous.
Les larves nounates de bot només tenen una llargària de 2,5 mm. Creixen més, i els que sobreviuen augmenten milions de vegades la seva mida original abans d'arribar a les dimensions adultes. Les cries, amb grans aletes pectorals, una aleta caudal i espines corporals que no es troben en els adults, semblen peixos globus (parents propers seus) en miniatura. Les cries es mouen en bancs per protegir-se, però abandonen aquest costum quan creixen.

## Interacció amb els humans
Malgrat la seva mida, els bots són dòcils, i no representen cap mena d'amenaça pels bussos humans. Les lesions causades pels bots són rares, tot i que hi ha un cert perill per part dels bots que salten de l'aigua i cauen als vaixells. Segons Cliff Benson de Sea Trust, l'únic cas conegut en què un bot matà una persona fou quan li caigué a sobre i l'esclafà. Les regions en què se'ls sol trobar són destins populars per la immersió esportiva, i es diu que els bots s'han familiaritzat amb els bussos en alguns indrets. De fet, el peix és més perillós pels navegadors que pels nedadors, car la seva enorme mida i pes poden causar danys significatius quan impacten amb una embarcació. Les col·lisions amb els bots poden malmetre el casc d'una embarcació, i els seus cossos es poden quedar encallats a les hèlices dels vaixells més grans.

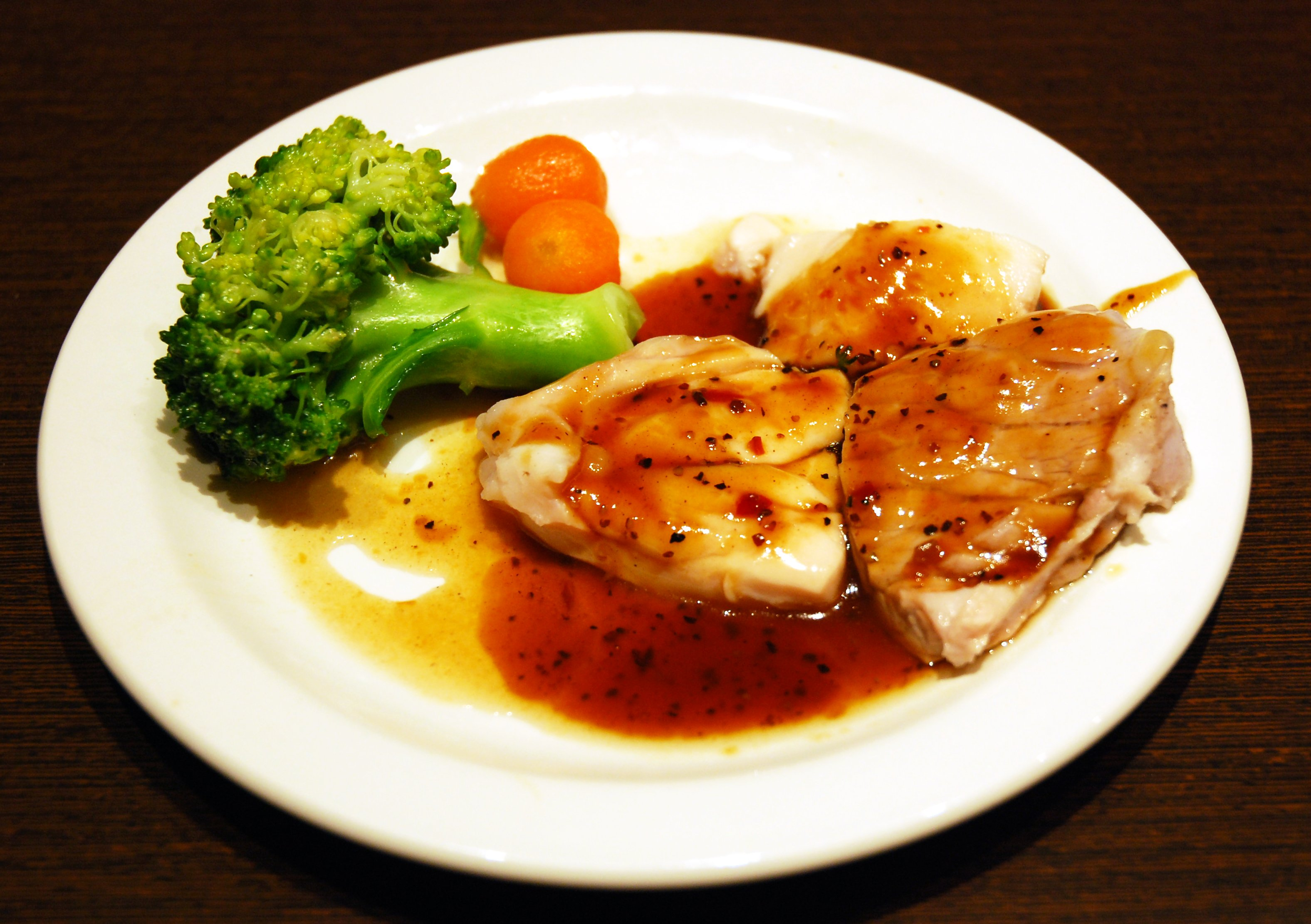
Plat elaborat amb carn de bot

La carn de bot és considerada una delicadesa en algunes regions. Els mercats més grans per aquesta carn són Taiwan i el Japó. S'utilitzen totes les parts del peix, de les aletes als òrgans interns. Algunes parts del peix són utilitzades en alguns tipus de medicina tradicional.
Els bots són capturats accidentalment però freqüentment en xarxes de captura passiva, component fins a un 30% de les captures totals de la pesca de peixos espasa per mitjà de xarxes de captura passiva a Califòrnia. La proporció de captura accessòria és encara més alta per la indústria del peix espasa mediterrània, on els bots componen entre el 71% i el 90% de les captures totals.
La pesca, captura accessòria i destrucció dels bots no està regulada enlloc. En algunes àrees, els pescadors els tallen les aletes, car els consideren lladres d'esquers sense valor. Aquest procés acaba matant l'animal, que ja no és capaç de desplaçar-se sense les seves aletes dorsal i anal. Aquest animal també és amenaçat per deixalles flotants com ara les bosses de plàstic, que semblen meduses, el seu aliment principal. Les bosses poden ennuegar i asfixiar un individu o omplir-ne l'estómac fins a tal punt que mor de fam.
Moltes parts de la biologia del bot romanen poc compreses, i s'estan fent diversos esforços per investigar-les, com ara prospeccions aèries de les poblacions de bots, supervisió per satèl·lit per mitjà d'etiquetes posades als animals, anàlisis genètiques de mostres de teixits, i la recollida d'informació sobre observacions d'afeccionats. Estudis recents indiquen una reducció en les poblacions de bots que podria ser causada per una captura accessòria més freqüent i la popularitat creixent del bot en la dieta humana.

### En captivitat

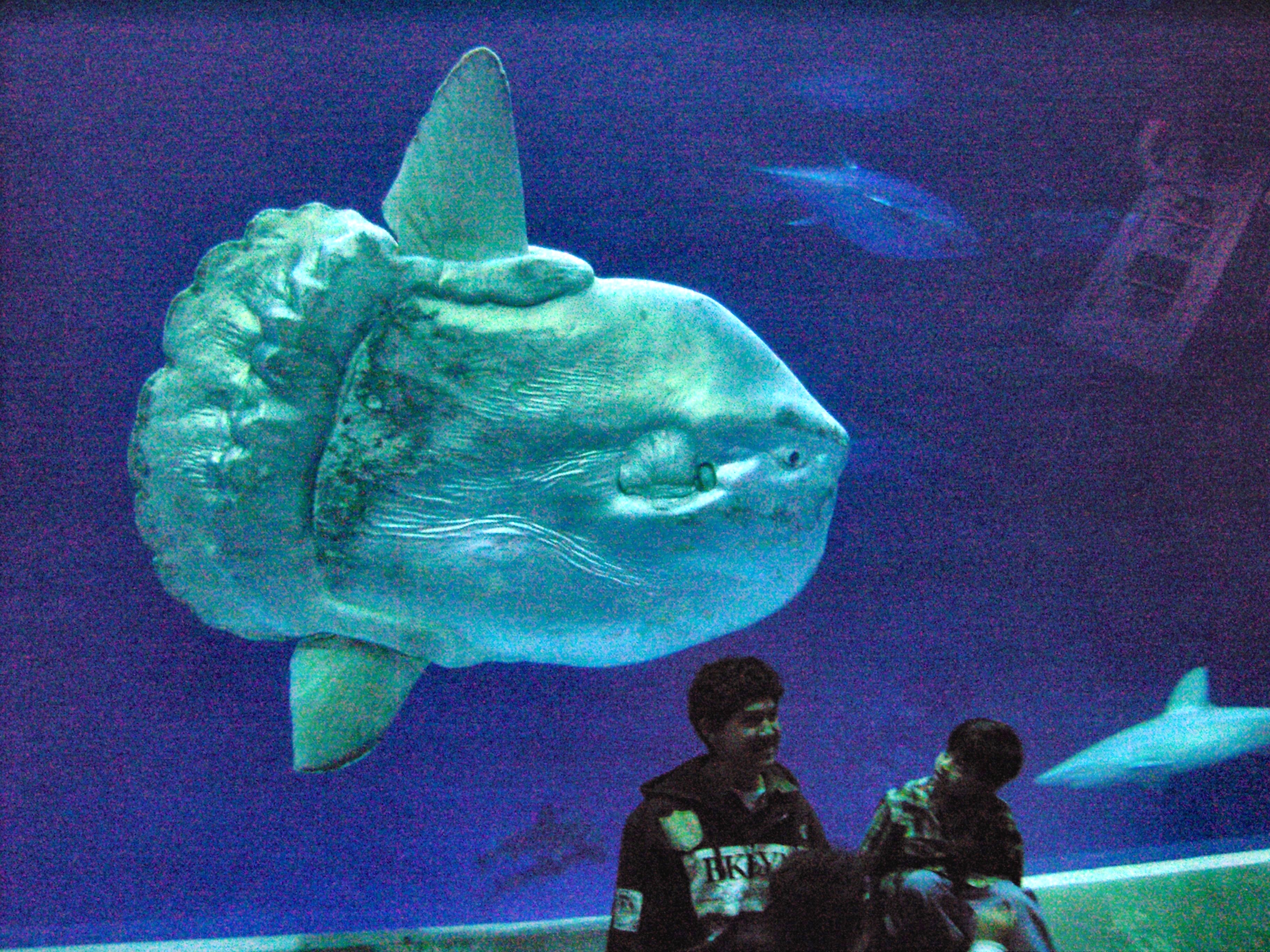
Un tanc al Monterey Bay Aquarium ofereix una comparació de les mides d'un bot i un humà.

Els bots no solen ser mantinguts en aquaris, a causa dels requeriments especials i exigents de cuidar-los. Alguns aquaris asiàtics en mantenen, especialment al Japó. L'Osaka Aquarium Kaiyukan, a Osaka, és un dels pocs aquaris amb bots, i es diu que són una atracció tan popular com els taurons balena més grans. L'Oceanário de Lisboa de Portugal és un altre aquari en què s'exposen bots al tanc principal.
El primer bot a ser conservat en un aquari dels Estats Units arribà al Monterey Bay Aquarium a l'agost del 1986. Com que mai no s'havien mantingut bots en captivitat a gran escala anteriorment, el personal de Monterey Bay estigué obligat a innovar i crear els seus propis mètodes de captura, alimentació i control de paràsits. El 1998 ja s'havien superat aquests problemes, i l'aquari fou capaç de mantenir un exemplar durant més d'un any, alliberant-lo quan el seu pes havia augmentat més de catorze vegades. Des d'aleshores, els Mola mola han esdevingut una atracció permanent del tanc d'Outer Bay. L'exemplar de bot més gran del Monterey Bay Aquarium fou sacrificat el 14 de febrer del 2008, després d'un llarg període de mala salut. L'Aquàrium de Barcelona també ha conservat aquesta espècie.
L'any 2007 l'Oceanogràfic de València va afegir 15 bots a la seua col·lecció.
Com que els bots no són gaire àgils, evitar que es facin mal fregant-se contra les parets d'un tanc és una preocupació important pels cuidadors d'aquari. En els tancs més petits, s'ha penjat una cortina de vinil per arrodonir un tanc originalment en forma de cub, per tal que els peixos no es freguin contra els costats. Una solució més efectiva és simplement donar prou espai al bot perquè pugui nedar en grans cercles. El tanc també ha de tenir prou profunditat com per acomodar la mida vertical del peix, que pot ser gairebé tan alt com llarg, i pot arribar a una alçada de 3,2 metres.
Alimentar bots dins un tanc juntament amb altres peixos més ràpids i agressius també pot representar un repte. Finalment, es pot ensenyar als peixos a agafar menjar de la punta d'una barra o de la mà dels humans.